# Wolfgang Ilte
Wolfgang Ilte (* 16. Januar 1949 in Dresden) ist ein deutscher Politiker (SPD).
Nach dem Besuch der Polytechnischen Oberschule war Ilte als Mechaniker in Hennigsdorf tätig. Er studierte an der Ingenieurhochschule Mittweida mit Fachrichtung Technologie der Elektronik. 1991 wurde er Expansionsleiter und Prokurist in der Branche Lebensmittelhandel.
1989 trat Ilte in die SDP, die heutige SPD ein. Dort wurde er 1991 Kreisvorsitzender, später Unterbezirksvorsitzender. Von Mai 1990 bis Mai 1994 war er Mitglied im Bundesparteirat. Von 1994 bis 1998 saß er im Deutschen Bundestag. Er gewann dabei das Direktmandat im Bundestagswahlkreis Oranienburg – Nauen.